# Барломіно
Барломіно (пол. Barłomino) — село в Польщі, у гміні Люзіно Вейгеровського повіту Поморського воєводства.
Населення — 600 осіб (2011).
У 1975-1998 роках село належало до Гданського воєводства.

## Демографія
Демографічна структура станом на 31 березня 2011 року:
|          | Загалом | Допрацездатний вік | Працездатний вік | Постпрацездатний вік |
| -------- | ------- | ------------------ | ---------------- | -------------------- |
| Чоловіки | 314     | 97                 | 194              | 23                   |
| Жінки    | 286     | 92                 | 151              | 43                   |
| Разом    | 600     | 189                | 345              | 66                   |